# Jeju SK Football Club
Maillots
Actualités
Le Jeju United Football Club (en hangul: 제주 유나이티드 프로축구단, et en hanja : 濟州 유나이티드 FC), plus couramment abrégé en Jeju United, est un club sud-coréen de football fondé en 1982 et basé dans la ville de Seogwipo, sur l'île de Jeju.

## Histoire

### Histoire du club
Fondé sous le nom de  Yukong Elephants à Séoul, le club déménage à Seogwipo sur l'île de Jeju et change son nom en Jeju United en 2006.

### Historique
- 1983: création du club de Yukong Elephants à Séoul et participation à la première K-League
- 1996: changement de nom en Bucheon Yukong
- 1997: changement de nom en Bucheon SK
- 2001: emménagement à Bucheon
- 2006: déménagement sur l'île de Jeju et changement de nom en Jeju United FC

### Changements de nom
- 1982-1983: Yukong Football Club
- 1983-1996: Yukong Elephants Football Club
- 1996-1997: Bucheon Yukong Football Club
- 1997-2005: Bucheon SK Football Club
- 2006-2024: Jeju United Football Club
- 2025- : Jeju United FC Jeju SK Football Club

## Palmarès
| Compétitions nationales | Compétitions internationales |
| - Championnat de Corée du Sud (1) - Champion : 1989. - Vice-champion : 1984, 1994, 2000, 2010 et 2017. - Championnat de Corée du Sud de deuxième division (1) - Champion : 2020. - Coupe de Corée du Sud : - Finaliste : 2004. - Coupe de la Ligue sud-coréenne (3) : - Vainqueur : 1994, 1996 et 2000. - Finaliste : 1998. | - Néant                      |

## Joueurs et personnalités du club

### Entraîneurs
Le tableau suivant présente la liste des entraîneurs du club depuis 1982.
| Rang | Nom                                      | Période                       |
| ---- | ---------------------------------------- | ----------------------------- |
| 1    | Lee Jong-hwan                            | 20 avr. 1982-21 juil. 1985    |
| 2    | Kim Jung-nam                             | 21 juil. 1985-12 mai 1992     |
| 3    | Park Young-hwan (intérim)                | 1986                          |
| 4    | Choi Jong-duk (intérim)                  | 13 juillet 1988-14 sept. 1988 |
| 5    | Park Sung-hwa & Ham Heung-chul (intérim) | 12 mai 1992-19 déc. 1992      |
| 6    | Park Sung-hwa                            | 20 déc. 1992-29 oct. 1994     |
| 7    | Cho Yoon-hwan (intérim)                  | 30 oct. 1994-31 déc. 1994     |
| 8    | Valeri Nepomniachi                       | 1er janv. 1995-31 oct. 1998   |

| Rang | Nom                     | Période                       |
| ---- | ----------------------- | ----------------------------- |
| 9    | Cho Yoon-hwan (intérim) | 1er nov. 1998-31 déc. 1998    |
| 10   | Cho Yoon-hwan           | 1er janv. 1999-14 août 2001   |
| 11   | Choi Yun-kyum (intérim) | 14 août 2001-31 août 2001     |
| 12   | Choi Yun-kyum           | 1er sept. 2001-1er sept. 2002 |
| 13   | Tınaz Tırpan            | 2 sept. 2002-14 mai 2003      |
| 14   | Ha Jae-hoon (intérim)   | 14 mai 2003-18 juil. 2003     |
| 15   | Ha Jae-hoon             | 19 juil. 2003-31 déc. 2003    |
| 16   | Jung Hae-seong          | 1er janv. 2004-3 nov. 2007    |
| 17   | Arthur Bernardes        | 4 avr. 2008-14 oct. 2009      |

| Rang | Nom                  | Période                   |
| ---- | -------------------- | ------------------------- |
| 18   | Cho Jin-ho (intérim) | 14 oct. 2009-29 oct. 2009 |
| 19   | Park Kyung-hoon      | 30 oct. 2009-3 déc. 2014  |
| 20   | Jo Sung-hwan         | 19 déc. 2014-14 oct. 2016 |
| 21   | Kim In-soo           | 14 oct. 2016-15 déc. 2016 |
| 22   | Jo Sung-hwan         | 30 déc. 2016-2 mai 2019   |
| 23   | Choi Yun-kyum        | 3 mai 2019-30 nov. 2019   |
| 24   | Nam Ki-il            | 26 déc. 2019-             |